# Аю-Даг (заказник)
Аю-Даг (крим. «Ayuv Dağ», «Аюв Дагъ», рос. «Аю-Даг») — ландшафтний заказник республіканського значення на теренах Алуштинської міської ради поміж алуштинськими селищами Партеніт і Гурзуф АР Крим. Заснований згідно з Постановою Кабінету міністрів УРСР від 28 жовтня 1974 № 500 на основі пам'ятки природи, оголошеної 1974 року.

## Загальні відомості
Землекористувачем всієї території є Державне підприємство Алуштинське лісове господарство. На теренах заказника збереглись археологічні пам'ятки — руїни середньовічного храму Свв. Костянтина і Олени (VIII ст.-XVI ст.), руїни середньовічного монастиря в бухті Панаір {Х ст.-XV ст.), руїни середньовічного храму на Клісури (VIII ст.-XVI ст.), меморіальний комплекс Св. Івана Готського колишнього храму Апостолів Петра і Павла.
Площа заказника 527,0 га. Гора Аю-Даг належить до лаколітів. Вона виступає в море на 2,0-2,5 км і є витягнутою у північно-західному напрямку на 2,4 км та має висоту над рівнем моря 577 м. Зі сторони моря скельні схили помережані мисами і бухтами поміж ними.
Згідно з класифікацією Міжнародного союзу охорони природи заказник відносяться до IV — Територія збереження виду/місцеперебування, де дозволяється активне використання при умові збереження місцеперебування певного виду.

## Опис

Руїни церкви Свв. Костянтина і Олени

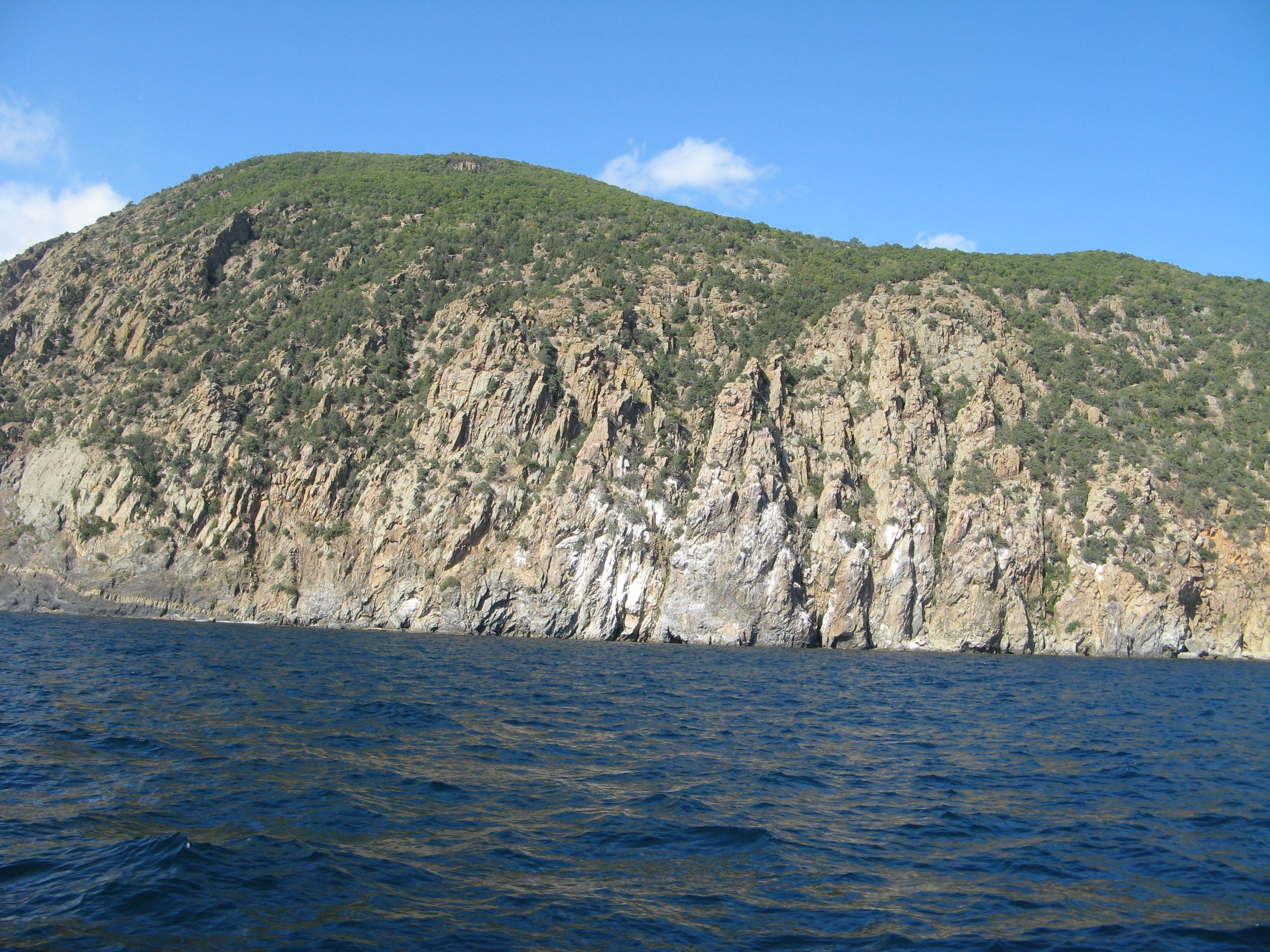
Скелі Аю-Дагу

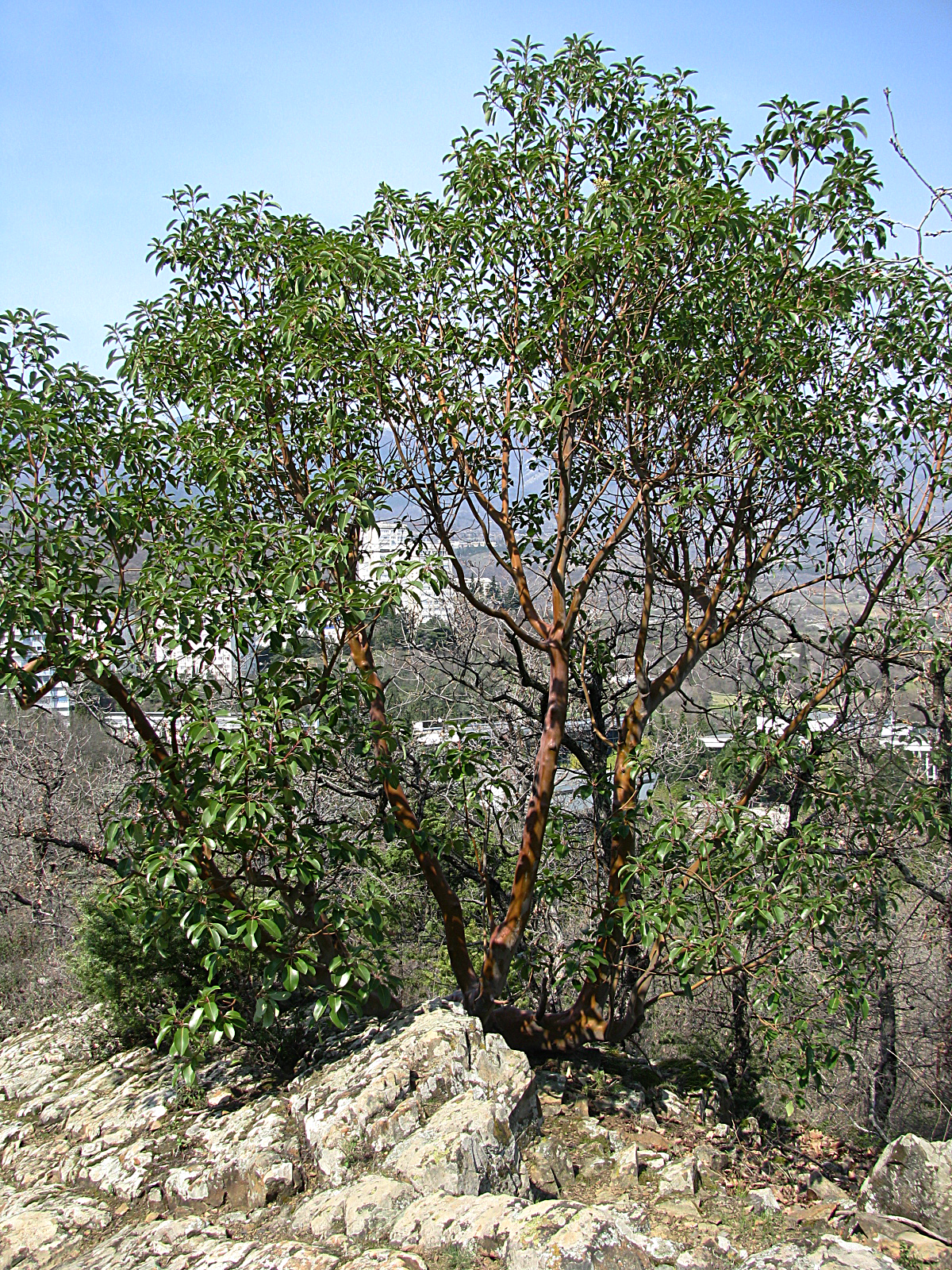
Суничне дерево на Аю-Дазі

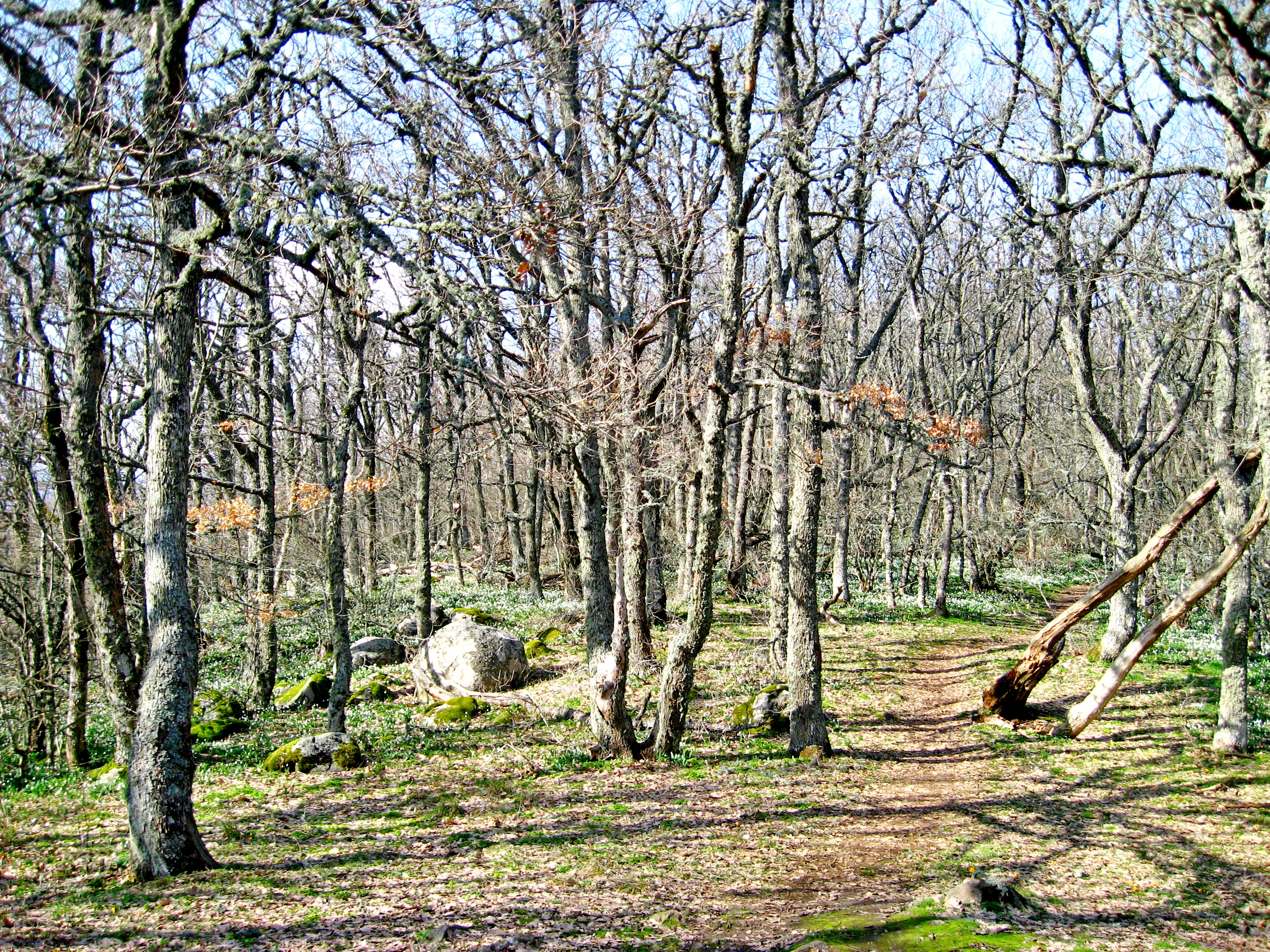
Ліс на вершині гори

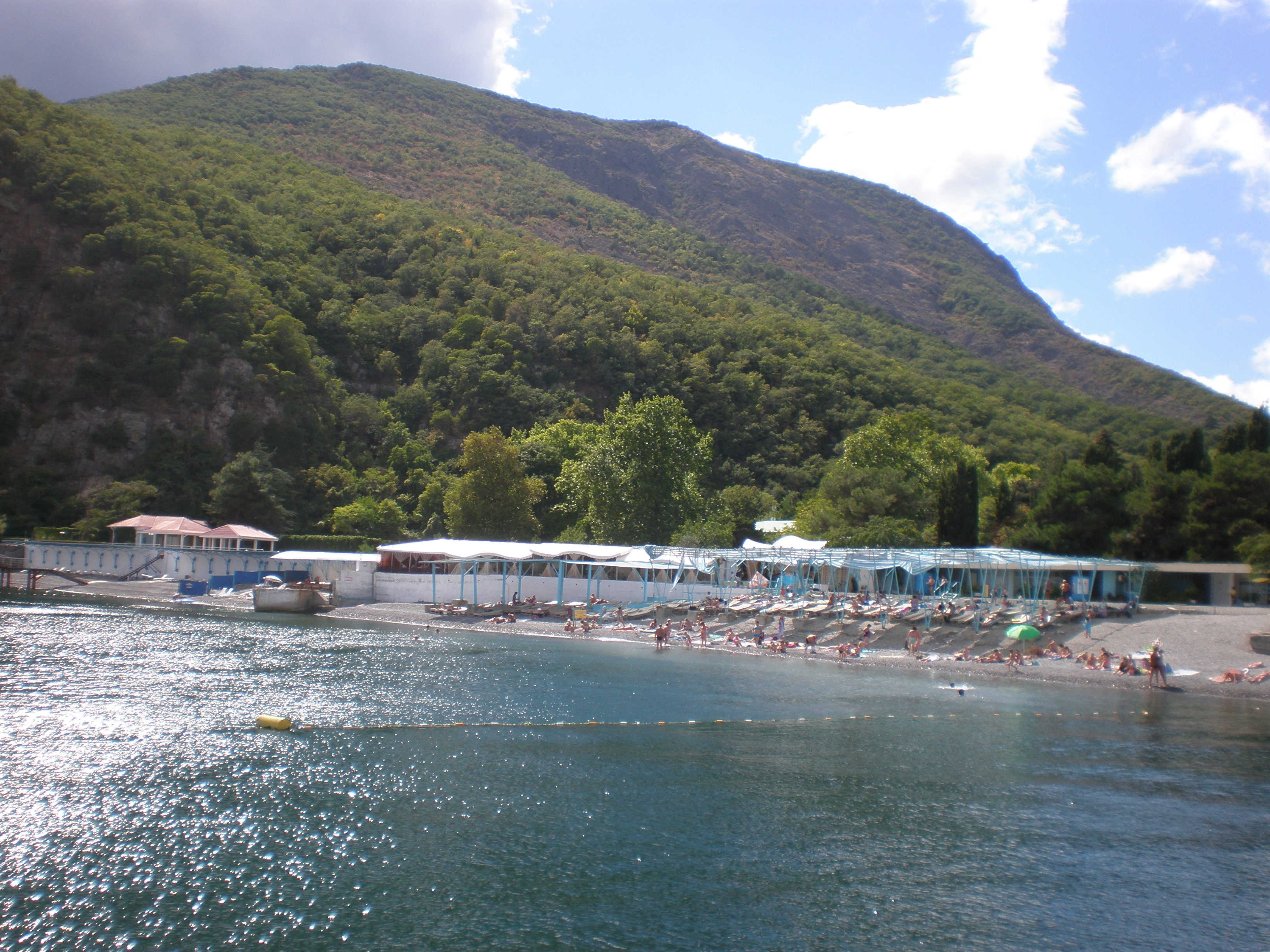
Ліс у підніжжі гори

У заказнику зосереджено 577 видів рослин (біля п'ятої частини флори Криму), з яких 44 види на теренах Криму є малопоширеними, 13 є ендеміками, 17 занесено до Червоної книги України (1994, 2009). Лише на Аю-Дазі зустрічаються капуста лісова кримська (Brassica sylvestris subsp taurica) та дрок Вєри (Genista verae)
Пологіші схили гори зі сторони півострова і її вершина покриті засухостійкими ксерофітних заростями листяних кущів і низькорослих дерев заввишки 3-4 метри, по типу середземноморського шиблякового лісу. Кореневі системи більшістю дерев, кущів цих лісів пристосовані до утримання ґрунтів на крутосхилах.
Серед них зустрічаються невеликі гаї сосни кримської (Pinus nigra ssp. pallasiana). Основними породами шиблякового лісу на вапняних схилах є невеликий дуб пухнастий (Quercus pubescens Willd.), дуб скельний (Quercus petraea), граб східний ( Carpinus orientalis), ясен звичайний (Fraxinus excelsior L.). Поміж ними у другому ярусі лісів зустрічаються горобина звичайна (Sorbus aucuparia), берека (Sorbus torminalis Crantz), груша лохолиста (Pyrus elaeagnifolia), дерен справжній (Cornus mas L.), держидерево звичайне (Paliurus), шипшина собача (Rosa canina L.).
У заказнику збереглось немало кримських реліктових видів рослин, таких, як занесене у Червону книгу єдине вічнозелене дерево на теренах України суничник дрібноплодий (Arbutus andrachne), якого з 40 локалізацій у Криму збереглось найбільше на Аю-Дазі — 111 дорослих дерев і 52 дерева підросту на 1 га. Вічнозелені хвойні ялівець високий (Juniperus excelsa) і ялівець колючий (Juniperus oxycedrus), що ростуть разом з більшістю дерев шиблякового лісу. Біля мису Монастирського знаходиться унікальний гай фісташки туполистої (Pistacia mutica), занесена до Червоної книги як вид на межі вимирання. Поряд любить рости вічнозелений напівчагарник іглиця колюча (Ruscus aculeatus), жасмин кущовий (Jasminum fruticans), ладанник кримський (Cistus tauricus C. Presl.)
Аю-Даг використовують сезонно лебеді (Cygnus), журавлі (Gruidae), інші птахи для відпочинку при міграції перед чи після подолання Чорного моря. На горі було останнє місце гніздування в Криму орланів (Haliaeetus). Тепер у заказнику гніздяться мартини (Larus), деколи баклани (Phalacrocorax), у лісах горлиці (Streptopelia), сови (Strigiformes), сойки (Garrulus glandarius), дятли (Dendrocopos), синиці (Parus), дрозди (Turdus), горобці (Passeridae). З плазунів поширені вужі (Natrix), полози (Dolichophis), леопардовий полоз (Zamenis situla), ящірки (Lacertilia), жовтопузик (Pseudopus apodus), внесений до Червоної книги. З ссавців тут проживають дрібні мишоподібні гризуни (Muriformes), кажани (Microchiroptera), вивірки (Sciurus), їжаки (Erinaceidae), куниці (Martes), зайці (Lepus europaeus), борсуки (Meles meles), лисиці (Vulpes). У пошуках їжі зимою сюди заходять сарни європейські (Capreolus capreolus), олені (Cervus), Дикі кабани (Sus scrofa).

## Посилання

Схема туристичних маршрутів на горі Аю-Даг